# Патріс Евра
Патрі́с Латі́р Евра́ (фр. Patrice Latyr Évra; нар. 15 травня 1981, Дакар, Сенегал) — колишній французький футболіст сенегальського походження, лівий захисник.
Фіналіст Євро-2016 у складі збірної Франції.

## Кар'єра

### Ранні роки
Патріс Евра народився у сім'ї дипломата. Коли йому було 3 роки сім'я переїхала до передмістя Парижа, і вони разом жили з 1984 по 1998 рік. У Патріса було 25 братів і сестер. Двоє з них загинули.
У 16 років він підписав контракт з клубом «ПСЖ». Молодий гравець дуже хотів грати в основному складі і на подив багатьох в 1997 році приєднався до італійської команди «Марсала», яка виступала в серії С.За Марсалу грав 27 матчів і забив 6 голів на позиції нападника. Місцеві вболівальники називали його «Чорна Газель» . Потім під час перебування в Італії він опинився в «Монці», яка виступала у серії В, але зіткнувшись із проявами расизму повернувся до Франції.

### Ніцца
Свій перший сезон у Франції Евра провів у клубі «Ніцца», який виступає у Лізі 2. Спочатку він грав на позиції нападника, але після епідемії травм у клубі головний тренер Сандро Сальвіоні перевів його у захист на позицію крайнього захисника. До кінця сезону Сальвіоні продовжував використовувати його на двох різних позиціях — у захисті і в атаці. Евра відмінно проявив себе на новій позиції і був названий найкращим лівим захисником у Лізі 2.

### Монако
Після того, як він був визнаний найкращим лівим захисником другого французького дивізіону в 2002 році, Дідьє Дешам негайно забрав його у «Монако». У першому ж сезоні після переходу Евра, «Монако» досяг фіналу Ліги чемпіонів 2004, але програв португальському клубу «Порту» з рахунком 0:3. З тих пір Патріс Евра утвердився в захисних порядках цього клубу і в 2004 році отримав приз найкращого молодого гравця Франції. У 2005 році Евра був призначений капітаном «Монако».
Давній шанувальник Евра — Раймонд Домінек, включив його до складу національної збірної у той час, коли «триколорні» з усіх сил намагались пройти процес зміни поколінь на багатьох ключових позиціях в команді, і у Евра були всі ознаки для того, щоб надовго стати приймачем Біксента Лізаразю.

### Манчестер Юнайтед

10 січня 2006 Патріс Евра підписав контракт з «Манчестер Юнайтед» на три з половиною роки до червня 2009 року. Потім він поновив контракт до червня 2012 .
Патріс Евра дебютував у матчі проти «Манчестер Сіті» і провів у складі клубу 14 матчів.
На початку сезону 2006-07 вболівальники стали побоюватися, що гроші, витрачені на молодого француза були викинуті на вітер, але ці побоювання незабаром були розвіяні, коли Патріс в декількох матчах продемонстрував прекрасну гру і закріпив за собою місце лівого захисника.
Його швидкість і навіси, хороша позиційна гра дали «Юнайтед» те, чого команді так не вистачало на лівому фланзі оборони. До того ж француз непогано підключався до атак і зумів забити «Евертону» і «Ромі». Кілька тижнів Евра пропустив через травму, але так чи інакше 36 матчів у складі команди можна вважати для нього хорошим сезоном, в якому він зміг заробити собі місце в Команді Року, яку Професійна футбольна асоціація PFA визначає за підсумками сезону.
У сезоні 2007-08 Евра уникнув серйозних травм і зіграв 48 матчів у стартовому складі «червоних дияволів». Поряд з Фердинандом, Брауном і Видичем — Патріс зіграв істотну роль у тому, щоб «Юнайтед» встановив новий клубний рекорд, пропустивши в чемпіонаті всього 22 м'ячі. Французу вдалося також стерти з пам'яті неприємні спогади про поразку у фіналі Ліги Чемпіонів у 2004 році в складі «Монако», бо став володарем золотої медалі переможця цього турніру. Юнайтед тоді переміг Челсі по серії пенальті. Але Евра пенальті не бив, тоді перемогу приніс Едвін ван дер Сар, відбивши останній удар.

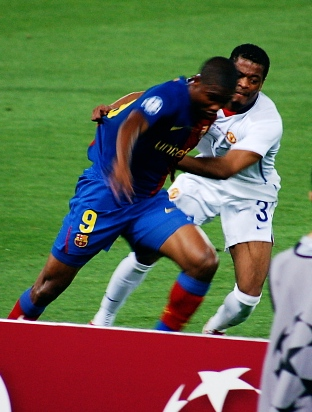
Евра відбирає м'яч у Ето'о

Сезон 2008-09 пройшов для Евра з перемінним успіхом. Француз провів у складі «Юнайтед» 45 матчів і, якщо в першій половині сезону він демонстрував блискучу торішню форму, то після чотирьохматчевої дискваліфікації і травми в матчі з «Челсі» в діях Патріса щось надломилося, і він став грати вже не настільки вдало.
Залежність сера Алекса від ротації складу відома усім, але зайвий раз говорить про чудову форму і прекрасний фізичний стан Патріса Евра, який аж до середини квітня 2010 виходив на поле в кожному матчі «Манчестер Юнайтед». Лише в матчі з «Блекберном» він залишився в запасі, але навіть тоді, Фергюсон випустив його на поле на останніх хвилинах, вважаючи, що активність Патріса дозволить команді вирвати перемогу.
Евра був капітаном «червоних дияволів» у фіналі Кубка Ліги проти «Астон Вілли», ще раз довівши, що має величезний вплив на партнерів на полі і в роздягальні, і по праву увійшов до збірної Прем'єр Ліги за підсумками сезону.

## Кар'єра за збірну
На Євро 2008 Евра залишився на лавці у першому груповому матчі проти Румунії, а на його позиції зіграв Ерік Абідаль. Він вийшов у стартовому складі команди у наступній грі проти Нідерландів, яка завершилася поразкою Франції з рахунком 1:4. В останньому груповому матчі Франція програла Італії з рахунком 0:2 і вилетіла з турніру. Перед початком матчу камери зловили епізод сутички між Евра і Патріком Вієйра в тунелі для гравців.
На чемпіонаті світу в ПАР Евра був капітаном збірної. Але проблеми колективу позначились на грі команди і Франція вилетіла на стадії групового етапу. У першому матчі збірні Уругваю і Франції завершили матч внічию з рахунком 0:0, хоча Уругвай грав у меншості. У другому матчі Збірна Франції поступилася команді Мексики 2:0. А в останньому матчі програли господарям турніру збірної ПАР 1:2.
Був дискваліфікований на 5 матчів збірної через конфлікт із тренером Домінеком.
Також, після поразки в матчі від команди ПАР — Патріс Евра повідомив, що футболісти збірної Франції відмовилися від преміальних за Чемпіонат світу, на якому програли два матчі і один закінчили внічию.
|  | Я думаю, ще не час оприлюднити таємницю нашої команди, - сказав Евра. - Але саме час вибачитися перед країною за провал на Чемпіонаті світу. Я хотів зробити це ще вчора, але не думаю, що Доменек дозволив би мені це. Я зберу прес-конференцію на цьому тижні. Французи повинні знати правду про свою збірної. Національна команда належить всій країні. Ми були розчаровані рішенням виключити Ніколя Анелька зі збірної, але зовсім скоро ви дізнаєтеся всі подробиці |

## Особисте життя
Патріс одружений з Сандрою. Має сина, Ленні.

## Досягнення
- Віце-чемпіон Європи: 2016

 «Монако»
- Кубок французької ліги
  - Володар (1): 2002–03
- Ліга чемпіонів УЄФА
  - Фіналіст (1): 2003–04

 «Манчестер Юнайтед»
- Чемпіонат Англії

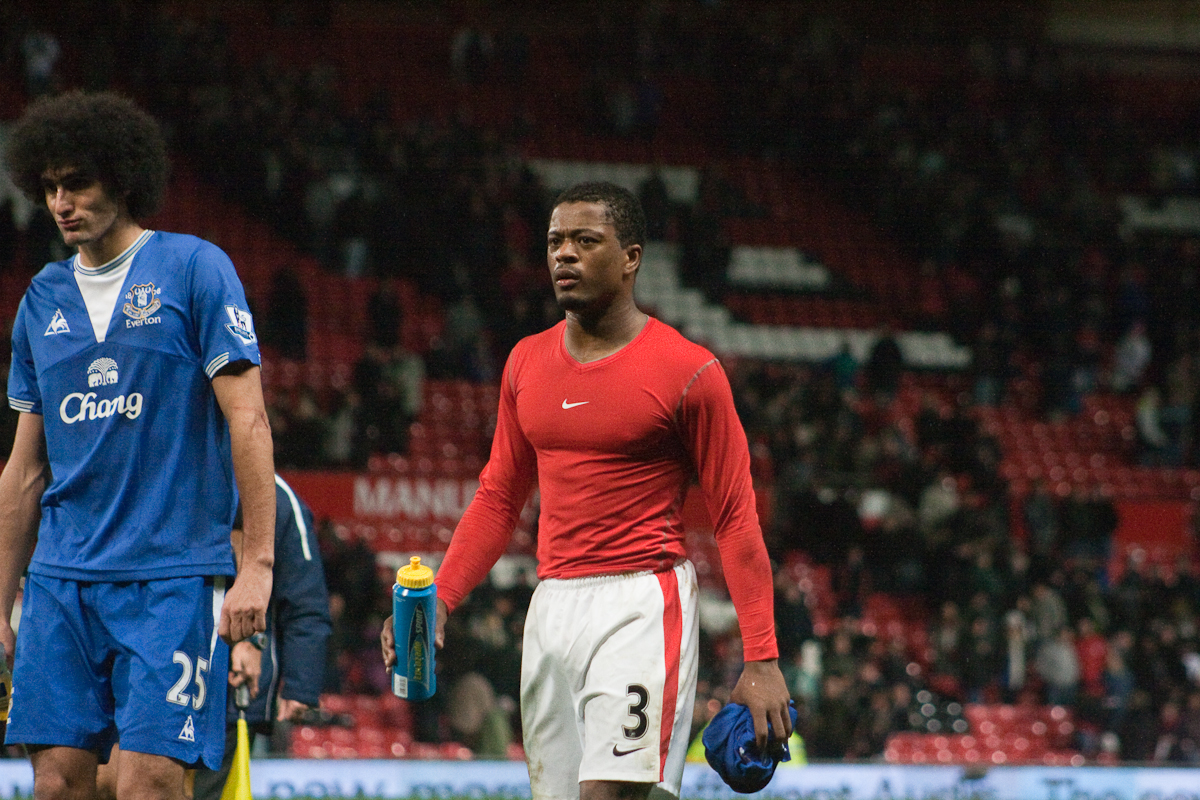
Евра після матчу з «Евертоном» 2008 рік

  - Чемпіон (5): 2006–07, 2007–08, 2008–09, 2010–11, 2012–13
  - Срібний призер (2): 2009–10, 2011–12
- Кубок Англії
  - Фіналіст (1): 2006–07
- Кубок Ліги
  - Володар (3): 2005–06, 2008–09, 2009–10
- Суперкубок Англії
  - Володар (5): 2007, 2008, 2010, 2011, 2013
- Ліга чемпіонів УЄФА
  - Переможець (1): 2007–08
- Клубний чемпіонату світу
  - Переможець (1): 2008

 «Ювентус»
- Чемпіонат Італії
  - Чемпіон (2): 2014–15, 2015–16
- Кубок Італії
  - Володар (2): 2014–15, 2015–16
- Суперкубок Італії
  - Володар (1): 2015
- Ліга чемпіонів УЄФА
  - Фіналіст (1): 2014–15

## Схожість гравця
Швидкий, атлетичний, що має схильність до атаки — він говорить, що його кумир у футболі це Роберто Карлос, хоча багато спортивних оглядачів погоджуються з тим, що за манерою гри, він більше схожий на захисника «Челсі» Ешлі Коула.
Сам Евра теж бачить схожість у їхній грі. «Це просто приголомшливо» — говорить він. "Щоразу, коли я дивлюся на гру Ешлі по телевізору, у мене таке відчуття, що я дивлюся на себе. Він робить все так само, як це зробив би я".
Причина цієї схожості лежить глибше. Так само як Коул, Патріс Евра починав кар'єру як нападник, але з часом він вибрав свій шлях у футболі.

## Примітка
1. 1 2  Player Profile. Patrice Evra (англійською) . Premier League. Архів оригіналу за 17 серпня 2010. Процитовано 14 лютого 2011. {{cite web}}: Недійсний |deadurl=404 (довідка)
2. ↑  Evra: Thank God I'm at United. The Times. 22.07.2007
3. ↑  Patrice Evra. ManUtd Zone. Архів оригіналу за 2 червня 2008. Процитовано 14 лютого 2011.
4. ↑  Evra completes Man Utd transfer. 06.01.2006. BBC Sport.
5. ↑  Evra puts pen to paper. ManUtd.com.12.06.2008.
6. ↑  The War of the WAGSKIS. Daily Mail. 21.05.2008.
7. ↑  Best of the left. The Guardian. 19.10.2008.